# Водні ресурси Херсонської області
Водні ресурси Херсонської області — природні та штучні водойми (гідрографічна мережа), що знаходяться на території Херсонської області (Україна) або межують з нею.

## Води суходолу
За гідрологічним районуванням Херсонська область знаходиться в зоні недостатнього водопостачання рівнинної частини України. В межах цієї зони виділяють декілька гідрологічних областей. Херсон відноситься до 2-ї з них. Правобережну частину від північної межі до гирла Інгульця відносять до Нижньобузько-Дніпровської області недостатнього водопостачання, лівобережну і крайній південь правобережною — до Причорноморської області надзвичайно низького водопостачання.
Води суходолу Херсонської області складають поверхневі води — річки, озера, болота, штучні водойми (водосховища, ставки, канали) і підземні води.

### Болота
Болота займають в межах Херсонської області 31,8 тис. га. Це становить 0,11 % території — більш, ніж в інших областях степової зони (0,05 %). Болота знаходяться в основному в Білозерському, Цюрупинському та Голопристанському районах. Торф'яні болота утворилися в результаті заболочування водоймищ в низов'ї Дніпра, а також плавнів його численних рукавів та деяких приток, в основному на зниженому лівобережжі. Це виключно низовинні болота. Найбільший масив — Кардашинське болото з середньою глибиною торфу до 1,25 м і максимальною 4,5 м. Зольність торфу до 50%.
Заболочені ділянки в плавнях нижнього Дніпра характеризуються чагарниками очерету за участю інших водно-болотяних рослин на ілових- і торф'яно-болотяних відкладеннях. Потужність їх невелика (не більше 1 м), зольність значна.

### Штучні водойми
На території Херсонщини розташовані штучні водойми декількох видів: водосховища, ставки, канали.
У межах Херсонської області частково знаходиться Каховське водосховище, площа якого становить 2155 км², об'єм 18,2 км³, довжина 230 км (у тому числі територією Херсонської області — 100 км), найбільша ширина — 25 км. Має сезонне регулювання стоку. Коливання рівня води до 3,3 м.
На території області створено більше 200 ставків загальною площею 12,3 тис. га. Більшість ставків — це водойми, які наповнюються виключно поверхневими водами, — талими і стічними. В період весняної повені їх розміри збільшуються.

### Підземні води
Херсонська область розташована в межах Причорноморського артезіанського басейну — гідрогеологічної структури на півдні України. Природними чинниками формування підземних вод є інфільтрація атмосферних опадів і поверхневих вод в межах басейну і надходження підземних вод з Українського кристалічного щита. Загальний напрям руху підземних вод — на південь, в цьому ж напрямі збільшується мінералізація води. На всій території області поширені водоносні комплекси антропогенних, неогенних і палеогенних відкладень, що складаються з численних гідравлічно зв'язаних між собою водоносних горизонтів. Антропогенні водоносні горизонти містяться в алювіальних, лиманово-морських і еолових пісках і покривних суглинках на вододілах і річкових терасах. Водоносний комплекс неогенних відкладень на глибині 1,5—240 м складається з гідравлічно зв'язаних між собою водоносних пісків і вапняків, розділених водостійкими породами. До водоносного комплексу палеогенних відкладень належать водоносні горизонти в пісках, мергелях, що розтріскалися, і вапняках на глибині 10—1000 м.
Прогнозовані ресурси підземних вод із мінералізацією до 3 г/л складають в Херсонській області 4,05 млн м³ в добу, що становить 65 % прогнозованих ресурсів Причорноморського артезіанського басейну.
Забезпеченість питними підземними водами одного жителя складає в південно-західній частині області 2,3—5,5 м³ в добу, на решті території — 0,2—0,6 м³ в добу (в середньому по Україні — 1,15 м³ в добу).
На природні умови залягання, формування ресурсів і хімічний склад води істотно впливають антропогенні чинники. Фільтрація поверхневих вод з гідротехнічних споруд (Каховського водосховища, каналів) і на зрошуваних масивах зумовили на великих територіях інтенсивне підняття рівня, збільшення мінералізації і забруднення підземних вод.
Термальні води — підземні води з температурою більш +20 °C виявлені на значній території області на південь від широти Горностаєвки. Температура води на глибині близько 1 км складає +45...+50 °С, глибше за 1 км — +50...+60 °С, 2 км. — +70...+80 °С.

## Морські водні ресурси

### Чорне море
Чорне море (площа 413 тис. км²) займає глибоку тектонічну западину з переважаючими глибинами близько 2000 м і максимальною глибиною 2245 м. Але його північно-західна частина, яка омиває Херсонську область, є мілководною. Середні глибини цієї частини Чорного моря становлять 50 м.
Берегова лінія Херсонщини дуже розчленована. Її загальна довжина становить близько 650 км. Тут є значна кількість заток: Ягорлицка, Тендрівська, Джарилгацька, Каржинська, Каланчацька, Широка, Перекопська, Дніпровсько-Бузький лиман. Серед півостровів найбільші Кінбурнський, Ягорлицький Кут, Кумбатин, Карадай, Дангелтип, Гіркий Кут, Каржинський Ріжок.
Характерними для берегової лінії є піщано-черепашкові акумулятивні утворення — коси (коси-острови). Найбільшими з них є Тендрівська (завдовжки близько 67 км), Джарилгацька (47,5 км), Білі Кучугури, Свиняча, Смушкова, Льовкина, Дурилова, Дрібна, Глибока, Синя (останні 5 на затоці Джарилгач).
Острови розташовані уздовж берегів і частково заливаються водою. Це острови Круглий, Довгий, Орлів, Ягорлицький, Сибірський, Смолений, Бабин, Кінський, Каланчацький.
Береги цієї частини Чорного моря утворюють гірські породи 4—5 класів стійкості до ерозії (супіски, суглинки, глей, піски, черепашкові відкладення), що створює умови розвитку значних швидкостей ерозії як надводною, так і підводною частин берегової лінії. Внаслідок цього вона є комбінацією акумулятивних і ерозійних ділянок. Середня швидкість ерозії для узбережжя області становить 0,45 м на рік.
У цілому клімат цієї частини Чорного моря має субтропічні риси. Але взимку внаслідок періодичних вторгнень холодних континентальних мас повітря акваторії може замерзати. Льодовий режим обумовлюється суворістю зим. Найбільша потужність льоду досягає 70—90 см. Найбільший льодовий панцир спостерігався зимою 1953/1954 р., коли море замерзло навіть на відстані 80 км від берега. Річкова вода, яка має незначну солоність, займає верхній шар водних мас (до 5 м), влітку він прогрівається до 25—27 °С, взимку температура становить 0—0,4 °С. Навесні в період повеней гідрофронт, який є смугою змішення річкових і морських вод, виходить до вершини Тендеровської коси. Води річок у міру просування в морі осолонюються і набувають рис лиманових вод. Другий шар — поверхнева морська вода — має солоність 10—18,5 г/л. Придонна вода на глибинах 15—30 м має солоність 19,5 г/л. Припливи і відпливи на Чорному морі практично відсутні, їх максимальна амплітуда не перевищує 8 см. Нижні шари вод Чорного моря багаті сірководнем, який утворюється в результаті діяльності бактерій. Унаслідок глибинних течій і припливно-відпливних явищ сірководень може підніматися у верхні шари, підходячи до берегів.
У Чорному морі налічується сотні видів водоростей. Серед тих, що ростуть уздовж берегової лінії, найпоширеніші червоні водорості, а також зелена водорость ульва (морський салат). На піщаних і мулистих ґрунтах на глибинах до 10 м росте квіткова рослина зостера або морська трава, утворюючи густі підводні луги. Планктон в Чорному морі понад усе представлений ноктилуками або світляками, які восени часто зустрічаються великими масами і викликають свічення морить. Є багато молюсків, медуз, ракоподібних. У водах Чорного моря відомо близько 180 видів риб.

### Азовське море
Південно-східна частина Херсонської області омивається водами Азовського моря. Це невелике море, його площу становить всього 37,6 тис. км². Воно є мілководним басейном з майже плоским дном і глибинами не більше 14 м. Середні глибини близько 8 м. В межах Херсонської області Азовське море утворює декілька заток, які внаслідок значної ізоляції і своєрідності гідрохімічного режиму правильніше вважати лиманами. Це Утлюцький лиман і Сиваш.
Солоність вод Азовського моря має значні коливання протягом року — вона найбільш низка навесні, коли стік річок найбільший і відбувається танення льоду. Восени і взимку вона практично однакова на всій глибині.

### Сиваш
Сиваш або Гниле море — частина Азовського моря, відокремлена від нього низькою і вузькою піщано-черепашковою косою — Арабатською стрілкою. Між цією косою і материком є вузька Генічеська або Тонка протока шириною 100 м і завглибшки 2—3 м, які сполучають Сиваш з Азовським морем.
Береги Сивашу низовинні і пологі, дуже розчленовані. Їх загальна довжина становить близько 400 км. На окремих ділянках Сиваш глибоко врізається в корінні береги, утворюючи затоки і півострови. Найзначнішими з півостровів є Чонгар і Семеновський Кут. Острови в Сиваші — це низка мілин, які частково заливаються водою, вони розміщені уздовж берегів (Чурюк, Куюк-тук, Папанін, Верблюжий).
Сиваш ділиться на три частини: західну, центральну і східну. Вузький перешийок Перекопський відокремлює західний Сиваш від Каркинітської затоки Чорного моря. Західна частина Сивашу відділяється від східної Чонгарським півостровом. Центральний і східний Сиваш дуже розчленовані багатьма островами на затоки і протоки. Ця затока Азовського моря мілководна, найбільша глибина не перевищує 3—5 м, причому внаслідок припливно-відпливних явищ глибини можуть дуже різко мінятися.
Арабатська стрілка, яка є природною східною межею Сивашу, — найбільша акумулятивна форма Азовського моря. Її довжина близько 110 км. Вона є величезною по розмірах насип. Його морфологічна будова майже однорідно: пляжі шириною від 20—30 до 50—60 м у вигляді берегового валу у висоту 3—5 м над рівнем води відокремлюють нижні простори з якнайдавнішими пологими валами, паралельними береговій лінії. Їхня ширина 10—20 м, а висоти 1—2 м. У напрямі Сивашу вони стають пологішими, знижуються і змінялися ділянками, зайнятими солончаками і лагунним мулом, які утворюються унаслідок припливно-відпливних явищ.

## Безстічні райони
На рівнинних територіях півдня і сходу області розташовані значні за площею безстічно-подові ділянки. Найбільший безстічний район знаходиться між Дніпром та Сивашем. Для нього характерні замкнуті западини різних форм та розмірів — від невеликих западин до значних понижень — подів із водозабором до 1700 км² (поди Зелений, Чорна Долина, Барнашевський, Агайманський, Чапельський). Під час весняного танення снігу та в періоди дощів поди наповнюються водою, а в посушливий період вони або повністю висихають, або вода залишається в нижній їх частині.
Великий Чапельський под (знаходиться у районі біосферного заповідника Асканія-Нова) має розміри 5 × 3 км. Дно поду залягає нижче навколишньої рівнинної безстічної поверхні на 6—7 м, місцями на 10 м. У посушливі роки под підсихає і вода залишається лише в центральній, найбільш пониженій частині.